# 1. VC Norderstedt
Der 1. VC Norderstedt ist ein  Volleyballverein aus der schleswig-holsteinischen Stadt Norderstedt.
Der 1. VCN wurde 1996 vom ehemaligen Nationalspieler Thomas Broscheit gegründet. Die Frauen spielten von 2006 bis 2010 in der Zweiten Bundesliga Nord und 2012/13 in der neugeschaffenen Dritten Liga Nord. Die Männer spielten in der Saison 2010/11 in der Zweiten Bundesliga Nord und von 2012 bis 2015 ebenfalls in der neugeschaffenen Dritten Liga Nord. Die Senioren des 1. VC Norderstedt wurden seit Ende der 1990er Jahre elfmal Deutscher Meister.